# Paraíso, canto decimoquinto

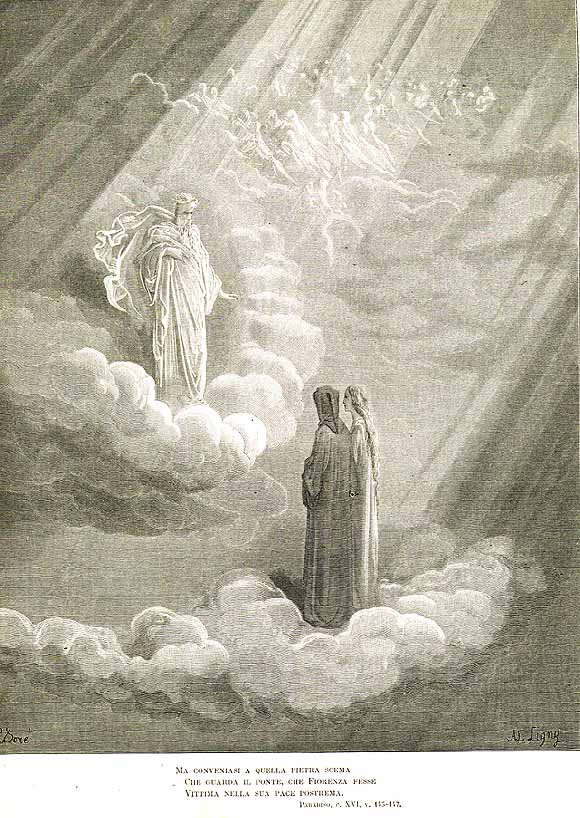
Encuentro con Cacciaguida ilustrado por Gustavo Doré.

El canto decimoquinto del Paraíso de la La Divina Comedia de Dante Alighieri se desarrolla en el cielo de Marte, donde se encuentran los espíritus sabios. Transcurre en la tarde del 13 de abril o del 30 de marzo de 1300. 

## Contenido
- Silencio de los beatos - vv. 1-12
- Cacciaguida - vv. 13-69
- Agradecimiento y oración de Dante - vv. 70-87
- Elogio de la Florencia antigua - vv. 88-148

## Síntesis y análisis

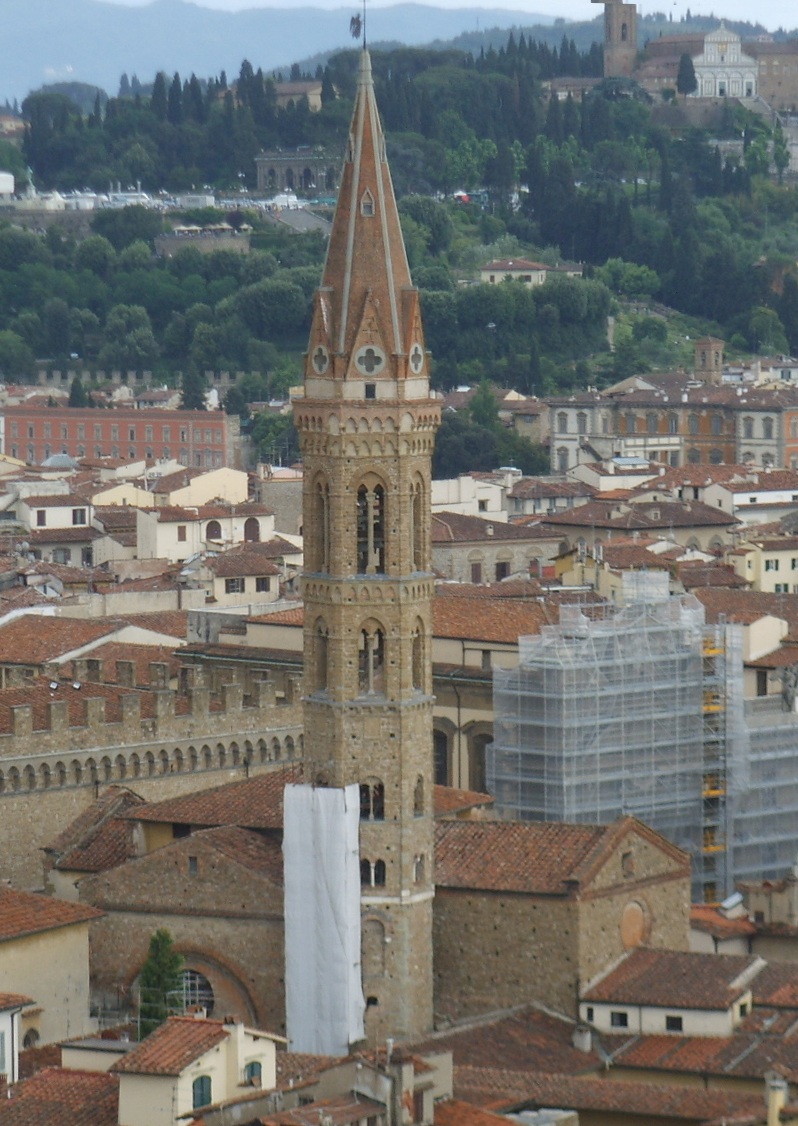
Campanario Badia Fiorentina, de Arnolfo di Cambio, la iglesia parroquial de Beatrice Portinari, en el centro de Florencia.

El canto inicia con la disgregación de las almas que habían formado la Cruz de Cristo en el canto Decimocuarto, que ahora también callan para que Dante pueda rezar. El canto continúa con el encuentro con Cacciaguida, un tatarabuelo de Dante. Sigue por el agradecimiento y la oración del poeta, y termina con el elogio de Cacciaguida de la Florencia antigua, que según su criterio está en decadencia.
Al final del canto sabeos que tuvo dos hermanos: Moronto y Eliseo, que desposaría a una mujer de Italia septentrional, una Alighieri de Ferrare, y que sería el origen del nombre Alighieri. Este murió en Tierra Santa durante la Segunda Cruzada en el ejército del emperador Conrado III, que lo nombró caballero.
Este es el primero de tres cantos dedicados a Cacciaguida. Los otros son el Decimosexto y el Decimoséptimo.